# Johann von Pischek

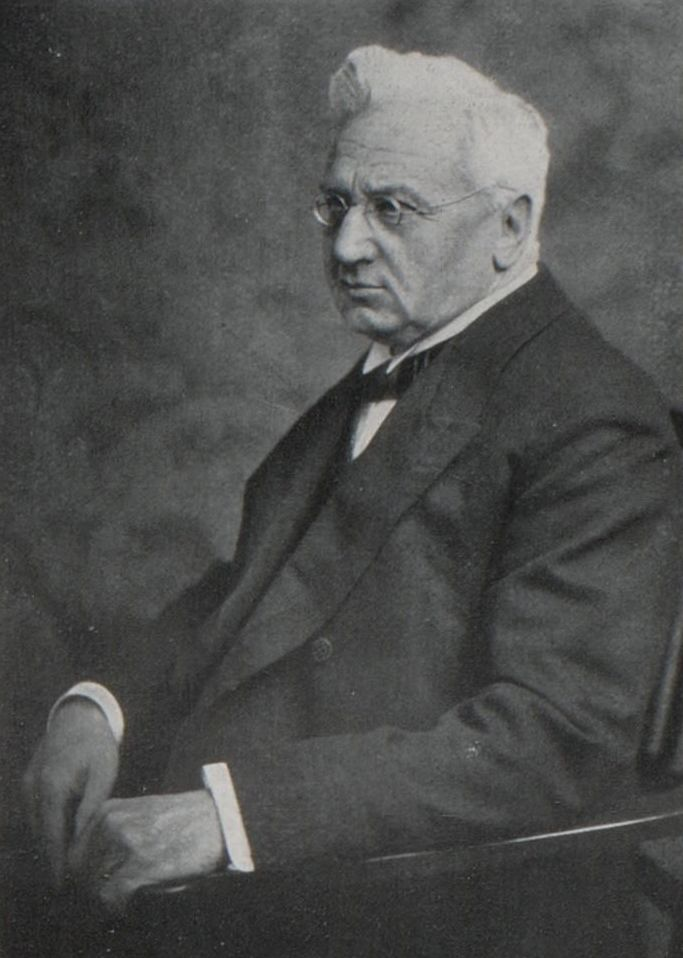
Johann von Pischek

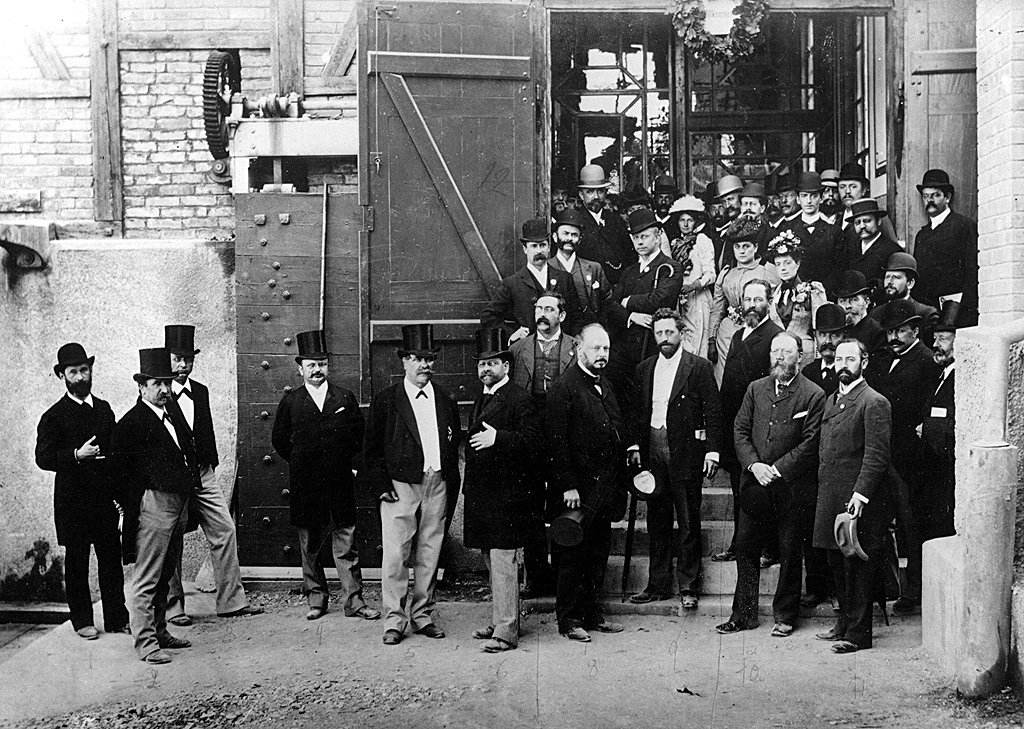
Karl von Leibbrand (2.v.l.) und Johann von Pischek (3.v.l, leicht verdeckt) mit weiteren Prominenten bei der Eröffnung des Wasserkraftwerks in Lauffen am Neckar

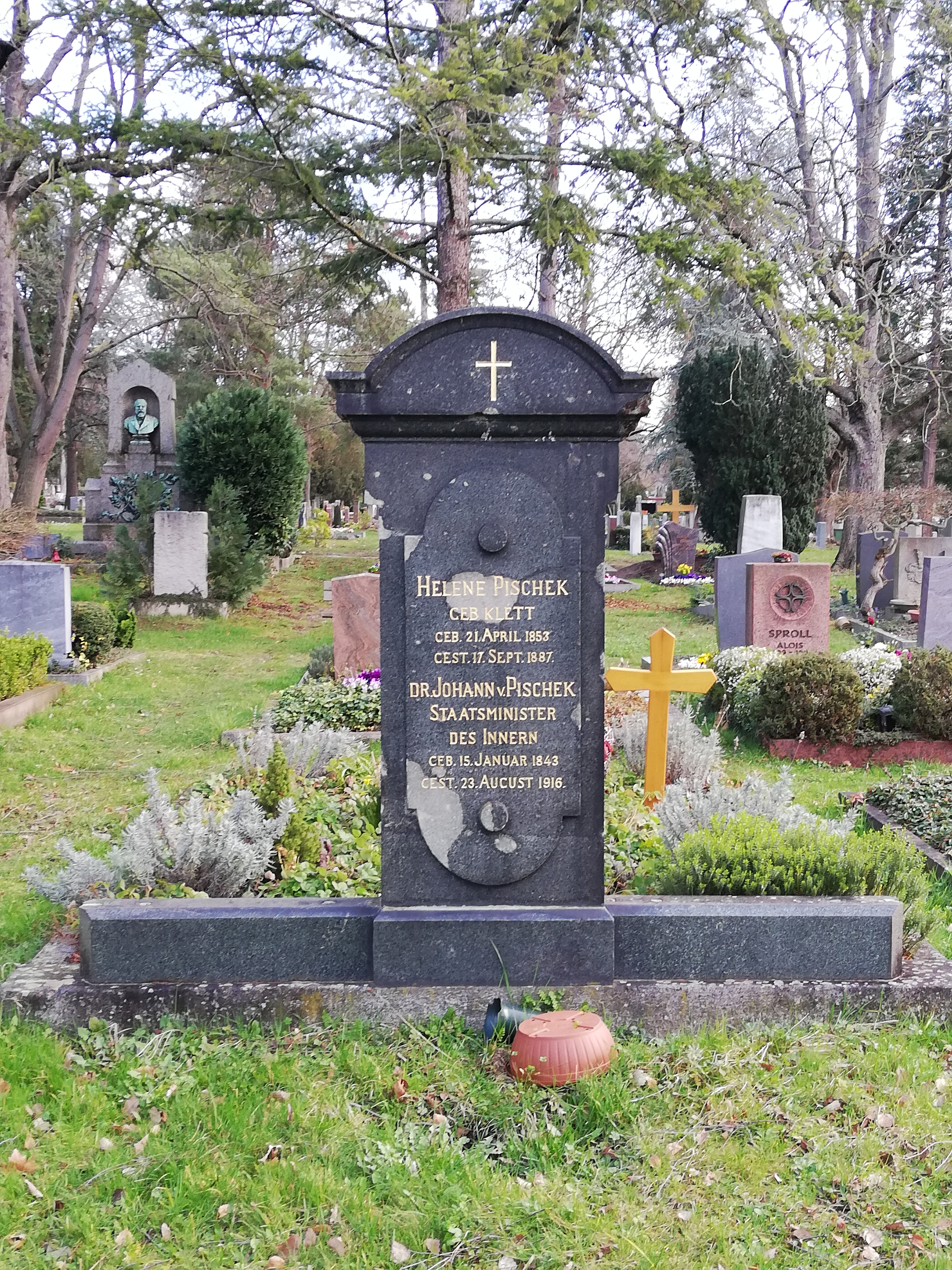
Grabstätte auf dem Stuttgarter Pragfriedhof

Johann Baptist Burghard von Pischek (* 15. Januar 1843 in Frankfurt am Main; † 23. August 1916 in Oberstdorf) war ein Jurist und Innenminister des Königreichs Württemberg.

## Herkunft
1844 zog Pischeks Familie von Frankfurt nach Stuttgart. Der aus Böhmen stammende Vater Johann Baptist Pischek (* 1814; † 1873) wirkte seither als Sänger am Württembergischen Hoftheater. Die Mutter hieß Johanna geborene Heinz (* 1822; † 1847). Nach deren frühem Tod heiratete der Vater die Schwester seiner verstorbenen Frau Marie Elisabeth  (* 1832). Die Familie hatte insgesamt vier Kinder.
Seine Stiefschwester war Olga Adelheid Johanna Maria (* 1850; † 1932). Diese war in 1. Ehe mit Karl Edward Eulenstein (* 1841 in Bathwick, Somerset, England; † 1905 in Sigmaringen, Baden-Württemberg, Deutschland) Fürstlich Hohenzollerischer Hofrat und von 1899 bis 1915 Direktor des Fürstlich Hohenzollersches Haus- und Domänenarchiv (Sigmaringen) verheiratet. Karl Edward war der Sohn des Karl Heinrich Eulenstein (* 1802 in Heilbronn, Baden-Württemberg, Deutschland; † 1890 in Celje (Cilli), heute Slowenien) Maultrommenspieler, Gittarist und Komponist. Er galt zu seiner Zeit als einer der besten Virtuosen auf der Maultrommel.
In 2. Ehe heiratete sie Karl Theodor Zingeler (* 7. Juni 1845 in Bonn; † 14. Februar 1923 in Sigmaringen) ein deutscher Historiker, Geheimer Hofrat und von 1891 bis 1915 Leiter des Fürstlich Hohenzollerischen Haus- und Domänenarchivs.

## Leben und Politik
Von 1853 bis 1860 besuchte Johann Pischek das Eberhard-Ludwigs-Gymnasium in Stuttgart, ehe er von 1860 bis 1866 ein Studium der Rechtswissenschaften an der Universität Tübingen absolvierte, welches er im Wintersemester 1861/62 durch einen Aufenthalt in Heidelberg ergänzte. Die beiden juristischen Staatsprüfungen legte er im Frühjahr 1866 und im Herbst 1867 ab. Seine Tätigkeit im württembergischen Justizdienst begann mit der Position eines Hilfsrichters und später Richters beim Stadtgericht Stuttgart. 1872 startete er als Regierungsrat seine Laufbahn im Innenministerium. Im Rahmen seiner Amtsgeschäfte befasste er sich mit Angelegenheiten des Wasserbau- und Hochbaus sowohl auf Landesebene wie auch in einer Kommission zur Untersuchung des Rheins auf Reichsebene. Seit 1891 leitete Pischek die Ministerialabteilung für das Hochbauwesen, ließ sich aber 1892 wegen Konflikten mit Innenminister Karl von Schmid ins Staatsministerium versetzen. Nach dem Tod des Ministers Schmid trat Pischek am 14. Dezember 1893 dessen Nachfolge an und blieb als Mitglied der Regierungen Mittnacht, Schottenstein, Breitling und Weizsäcker bis zum 20. Dezember 1912 im Amt. In seiner langen Zeit als württembergischer Innenminister brachte Pischek eine ganze Reihe von Gesetzen auf den Weg. Dazu zählten mehrere Steuergesetze, Pensionsregelungen, Fürsorgeregelungen, eine Bauordnung sowie Gemeinde- und Bezirksordnungen. Der Versuch, die Verwaltungsgliederung Württembergs durch eine Verringerung der Zahl der Oberämter zu reformieren, scheiterte 1911. Am Ende des darauf folgenden Jahres wurde Karl von Fleischhauer sein Nachfolger als Innenminister. Am 29. Januar 1913 trat Pischek als ein auf Lebenszeit ernanntes Mitglied in die Kammer der Standesherren ein, wo er sich bis zu seinem Tod „mit Eifer und Hingabe“ parlamentarisch betätigte.
Pischek wirkte auch in führender Position in unterschiedlichen staatlichen und privaten Organisationen mit, wie zum Beispiel bei der Allgemeinen Rentenanstalt, der Gesellschaft für Kaufmann-Erholungsheime und beim städtischen Hilfsausschuss in Stuttgart.
Er starb 1916 in Oberstdorf und fand seine letzte Ruhestätte auf dem Stuttgarter Pragfriedhof.

## Familie
Johann Pischek gehörte der römisch-katholischen Kirche an. Er heiratete im Jahre 1873 die Beamtentochter Helene Klett (* 21. April 1853 Esslingen, Baden-Württemberg.Deutschland; † 16. September 1887 in Stuttgart, Baden-Württemberg, Deutschland). Das Paar hatte vier Kinder.

## Ehrungen
- 1881 Ritterkreuz I. Klasse des Friedrichs-Ordens
- 1881 Ehrenritterkreuz des Ordens der württembergischen Krone,[3] welches mit dem persönlichen Adelstitel verbunden war
- 1886 Kommenturkreuz II. Klasse des Friedrichs-Ordens
- 1895 Großkreuz des Friedrichs-Ordens
- 1899 Großkreuz des Ordens der württembergischen Krone
- 1901 Ehrendoktor der Eberhard-Karls-Universität Tübingen und der TH Stuttgart
- 1905 Olga-Orden[4]
- 1913 Benennung der Pischekstraße in Stuttgart